# Myrmarachne manducator
Myrmarachne manducator är en spindelart som först beskrevs av John Obadiah Westwood 1841.  Myrmarachne manducator ingår i släktet Myrmarachne och familjen hoppspindlar. Inga underarter finns listade i Catalogue of Life.